# Соуза Кальдас, Антонио Перейра де
Анто́нио Пере́йра де Со́уза Ка́льдас (порт. Antônio Pereira de Sousa Caldas; 24 ноября 1762, Рио-де-Жанейро — 2 марта 1814, там же) — бразильский поэт, священнослужитель.
Учился математике и праву в университете города Коимбра в Португалии. В 1790 году стал священником; пользовался громкой известностью как проповедник. 
В 1791—1808 преимущественно в Лиссабоне, с 1808 в Рио-де-Жанейро. Посмертно в Париже были изданы «Стихотворения духовные и светские» (порт. «Poésias sagradas е profaneas», 1821), проникнутые христианским смирением и простотой.